# Iskrzynia

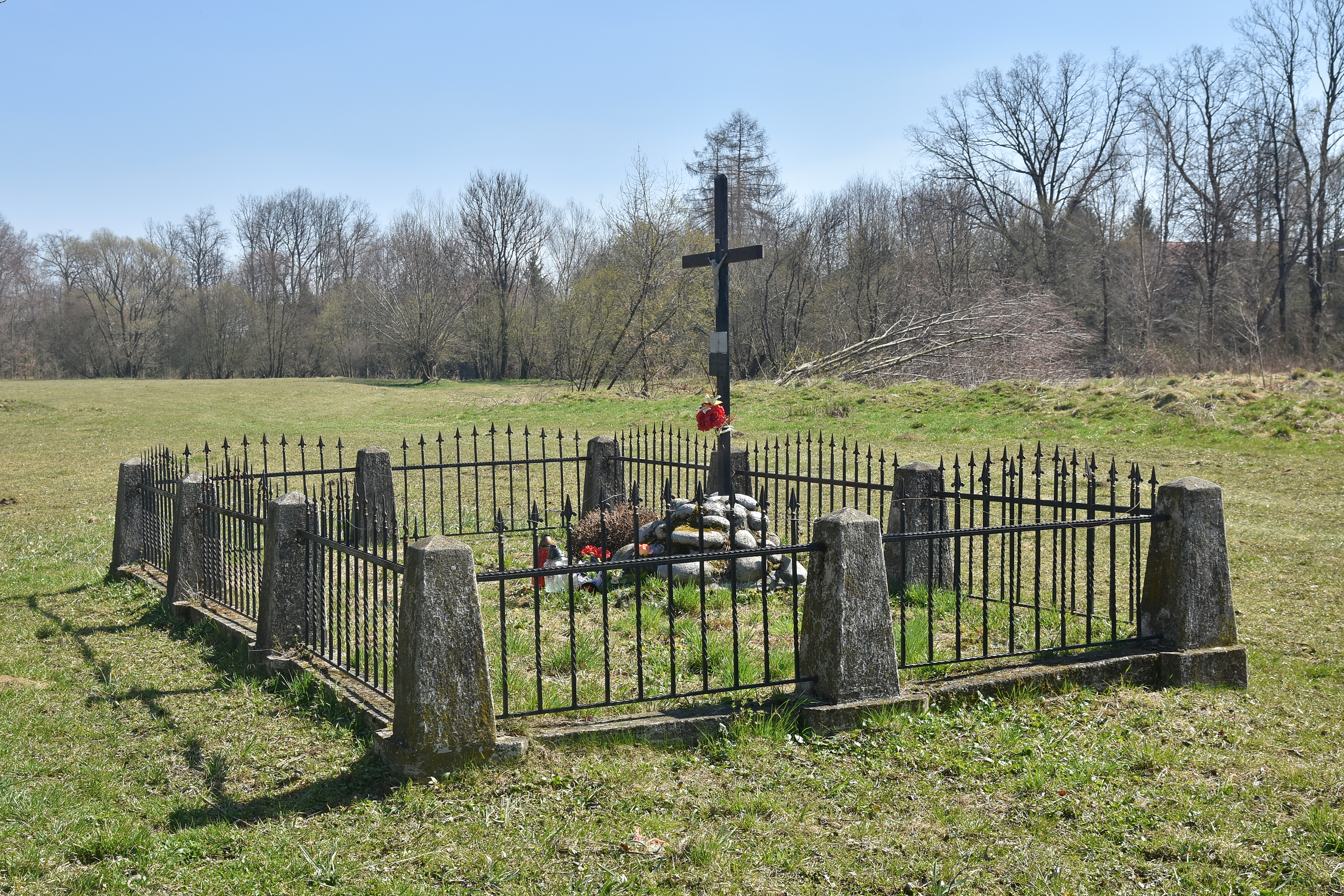
Zbiorowa mogiła z I wojny światowej (nad Wisłokiem)

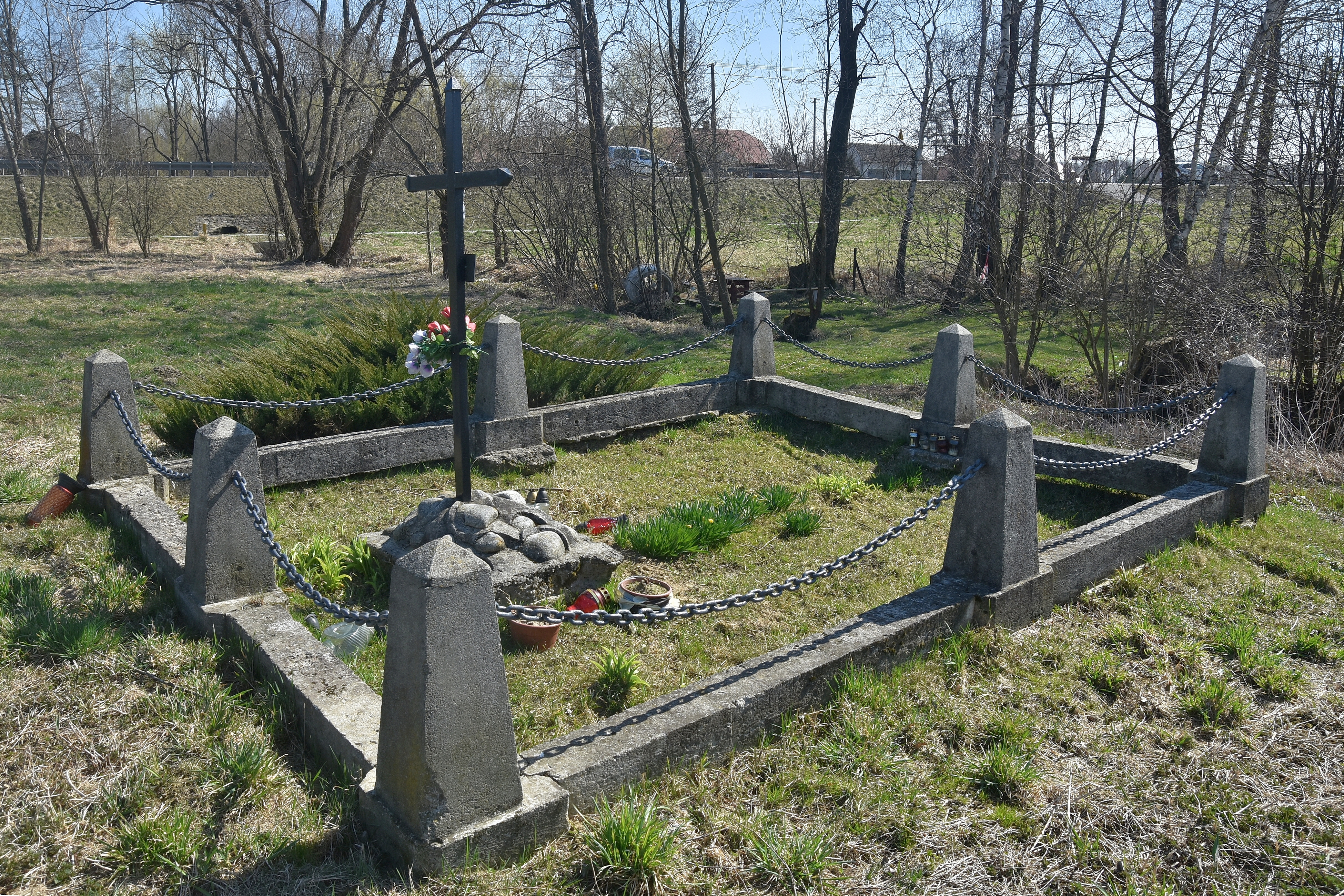
Zbiorowa mogiła z I wojny światowej (obok drogi krajowej nr 19)

Iskrzynia – wieś w Polsce położona w województwie podkarpackim, w powiecie krośnieńskim, w gminie Korczyna. Leży nad rzeką Wisłok. Miejscowość graniczy od zachodu z Krościenkiem Wyżnym, od północy – z Kombornią, od wschodu – z Jabłonicą Polską (przysiółek Budzyń) i Haczowem oraz od południa – z Pustynami.
Wieś królewska położona na przełomie XVI i XVII wieku w ziemi sanockiej województwa ruskiego, w drugiej połowie XVII wieku należała do starostwa sanockiego. W latach 1975–1998 miejscowość administracyjnie należała do województwa krośnieńskiego.
W miejscowości znajduje się parafia Matki Bożej Częstochowskiej.

## Części wsi
| SIMC    | Nazwa     | Rodzaj     |
| ------- | --------- | ---------- |
| 0354614 | Na Górce  | część wsi  |
| 0354637 | Siciny    | część wsi  |
| 0354643 | Wygoda    | część wsi  |
| 0354666 | Zagórze   | przysiółek |
| 0354650 | Zamorwana | część wsi  |

## Historia
Wieś lokowana na prawie magdeburskim w 1352 roku, dokumentem wystawionym w Sanoku przez Kazimierza Wielkiego, na miejscu wczesnopiastowskiej osady Obrwinowo (Obrwynowo, Obrwinów?). Zasadźcą i pierwszym sołtysem wsi był Jakub Iskra, od którego nazwiska pochodzi nazwa miejscowości. Król Zygmunt I Stary potwierdza ten przywilej Adamowi Mysłowskiemu w 1530 roku.
W Iskrzyni w XVI wieku na dworze Krzysztofa Boboli i Elżbiety z Wielopolskich h. Starykoń (1520–1615), gościli jadący do Lwowa Jezuici, tacy jak; Stanisław Hozjusz, czy Piotr Skarga. Następnie Iskrzynię dziedziczył syn Krzysztofa Boboli; Andrzej Bobola (podkomorzy).
Po I rozbiorze Polski Iskrzynia stała się częścią Imperium Habsburgów. W latach 1782–1784 wybudowano przebiegający przez wieś historyczny Trakt Węgierski, z Przemyśla na Przełęcz Dukielską, który tu przekraczał rzekę Wisłok. W 1786 roku notował Ewaryst Andrzej, hr. Kuropatnicki w swym "Opisaniu królestw Galicyi i Lodomeryi": Iskrzynia. Wieś dziedziczna JW. Franciszka hrabi Bukowskiego; sławna murowanym mostem na arkadach na Wisłoku rzece na gościńcu z Węgier do Lwowa. W 1849 roku traktem tym maszerowały na Węgry rosyjskie wojska feldmarszałka Iwana Paskiewicza, idące z pomocą dla żołnierzy Franciszka Józefa I dławiących powstanie węgierskie podczas Wiosny Ludów. Unikatowy kryty most na Wisłoku został zniszczony dopiero podczas wojen światowych przez wycofujące się wojska.
W XIX wieku Iskrzynia była własnością Urbańskich. W czasie powstania krakowskiego w 21 lutego 1846 roku, w momencie napaści podburzonych poddanych na dwór powstańczy w Kombornii, żonę Feliksa Urbańskiego uratowali chłopi z Iskrzyni; Ignacy Fakadej (Takadaj) i Pelc, którzy przenieśli ją na plecach do swojej miejscowości i tu wójt ukrył Emilię Urbańską. Najpierw w małym domku, dając straż z 20 chłopów, potem w chacie Piotra Stepka. Gdy dowiedział się, że chłopi w Sanoku uradzili by ją uwięzić, odstawił Urbańską w przebraniu do Dukli.
W 1863 roku w Iskrzyni mieszkało 760 osób. W 1878 roku, samorząd wiejski zakupił budynek dawnego dworu i parcelę o powierzchni 67 arów z przeznaczeniem na szkołę.
OSP w Iskrzyni założona została w 1912 roku. W tym roku wybudowano również prowizoryczną remizę.
W czasie I wojny światowej toczyły się tu walki nacierających wojsk w kierunku przemyskiej twierdzy, czego dowodem są dwie zbiorowe mogiły żołnierskie położone: nad Wisłokiem i obok drogi krajowej nr 19.
Najważniejszym dziełem, które opisuje dzieje Iskrzyni jest kronika napisana w 2002 roku przez Józefa Lorensa.

## Komunikacja
Przez wieś przebiega Droga Krajowa nr 19 łącząca Barwinek na granicy ze Słowacją z Kuźnicą Białostocką na granicy z Białorusią (trasa międzynarodowa E371). Międzynarodowy charakter drogi powoduje duży ruch tranzytowy, którego znaczną część stanowią samochody ciężarowe z różnych państw (Bałkany, Węgry, państwa bałtyckie, a ostatnio także Rosja). W najbliższych latach DK19 ma zostać zastąpiona drogą ekspresową S19 wchodzącą w skład tzw. Via Carpatia. Trasa planowanej drogi ekspresowej przebiega pomiędzy Iskrzynią i Haczowem. W południowej części wsi planuje się węzeł Iskrzynia (jeden z dwóch przeznaczonych do obsługi miasta Krosna), natomiast w północnej – Miejsce Obsługi Podróżnych „Zagórze”. Odcinek Iskrzynia - Miejsce Piastowe (z węzłem Iskrzynia) jest już w budowie (planowane oddanie do ruchu - 2025), odcinek Domaradz - Iskrzynia jest w trakcie projektowania (planowane rozpoczęcie budowy - 2024).
Poza DK19 na sieć drogową wsi składa się droga powiatowa Iskrzynia-Haczów-Trześniów, a także szereg dróg gminnych. Położenie Iskrzyni nad dwoma rzekami wymusiło budowę mostów – najważniejszy to most na Wisłoku w ciągu drogi krajowej, zbudowany w latach 70. XX wieku, tuż obok historycznej przeprawy Traktu Węgierskiego. Ponadto istnieje most na Morwawie w ciągu drogi powiatowej oraz wiszący most linowy na Wisłoku (tzw. kładka).
Najbliższa stacja kolejowa – Targowiska (4 km).
Miejscowość jest obsługiwana przez kilku prywatnych przewoźników, wykonujących kursy na trasie Krosno – Brzozów oraz MKS w Krośnie (linia nr 5). Kursuje także autobus PKS Rzeszów relacji Rzeszów-Dukla.

## Osoby związane z miejscowością
- Aleksander Augustynowicz – polski malarz
- Ludwik Szumańczowski – polski polityk, poseł
- Stanisław Witowski-Iskrzyniak – polski malarz
- Maria Olszewska – polska polityk, posłanka